# Tadeusz Dajewski
Tadeusz Dajewski (ur. 6 października 1904 w Borku Wielkopolskim, zm. 16 grudnia 1973 w Poznaniu) – polski lekkoatleta długodystansowiec, mistrz Polski.

## Kariera
Był pierwszym mistrzem Polski w biegu na 10 000 metrów w 1923. W tym samym roku zajął 4. miejsce w biegu na 3000 metrów z przeszkodami, również rozgrywanym po raz pierwszy jako mistrzostwa Polski. Był zwycięzcą biegu ulicznego o puchar redakcji Kuriera Poznańskiego w 1924 za co otrzymał złoty sygnet z herbem Poznania. Po zakończeniu II wojny światowej zamieszkał w Koszalinie, gdzie nadal zajmował się sportem. Brał udział w sztafecie na trasie Koszalin-Szczecin z okazji odzyskania Ziem Zachodnich. Był też sędzią bokserskim klasy międzynarodowej. Został pochowany na cmentarzu Górczyńskim w Poznaniu (kwatera VLd-3-10).
Rekordy życiowe:

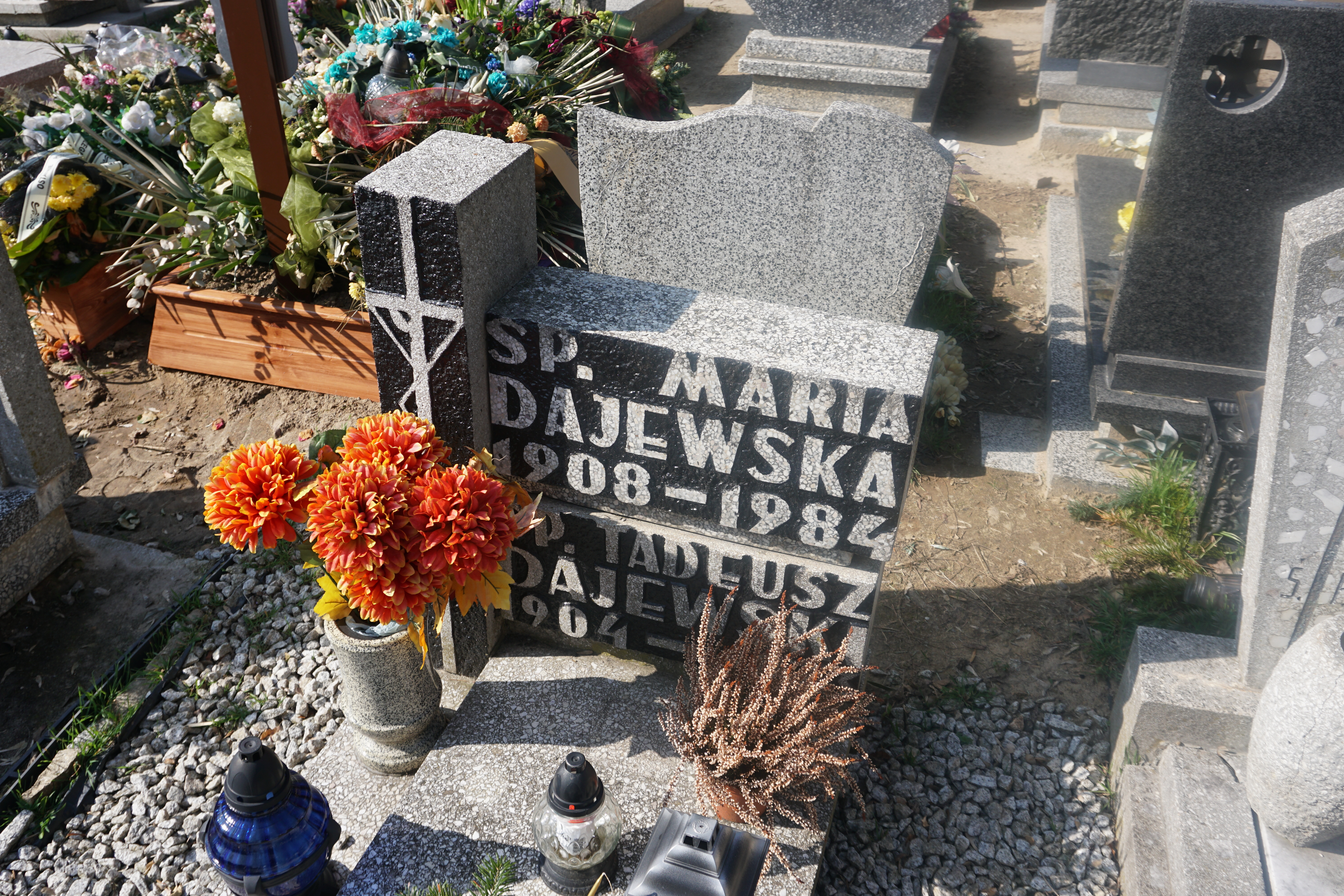
Grób Tadeusza Dajewskiego na cmentarzu Górczyńskim

- bieg na 10 000 metrów – 36:49,7 (26 sierpnia 1923, Warszawa)[1]

Był zawodnikiem Stelli Gniezno (1922-1924).